# Нечаєв Андрій Олексійович
Андрій Олексійович Нечаєв (рос. Андрей Алексеевич Нечаев; нар. 2 лютого 1953, Москва) — російський державний діяч і вчений-економіст. Доктор економічних наук (1998), професор (2002). Перший міністр економіки в історії нової Росії (1992–1993), голова партії «Громадянська ініціатива» (2013–2018), президент банку «Російська фінансова корпорація» (1993–2013), член Президії Арбітражного третейського суду Москви.

## Біографія
У 1975 році з відзнакою закінчив економічний факультет Московського державного університету за фахом «Економічна кібернетика».
З 1979 по 1991 рік працював в Центральному економіко-математичному інституті і в Інституті економіки та прогнозування науково-технічного прогресу Академії наук СРСР.
У 1991 році — заступник директора з наукової роботи Інституту економічної політики народного господарства при Уряді СРСР та Академії наук СРСР.
Листопад 1991 — лютий 1992 — перший заступник міністра економіки і фінансів РРФСР.
Лютий 1992 — березень 1993 — міністр економіки РРФСР/Російської Федерації.
Професор Російського економічного університету імені Плеханова.
Академік Європейської академії наук і мистецтв, академік Російської академії природничих наук та Міжнародної академії інформатизації.

## Громадянська позиція
21 лютого 2022 року, підписав відкритий колективний лист російського Конгресу інтелігенції "Ви будете прокляті!" Паліям війни», в якому йдеться про історичну відповідальність влади РФ за розпалювання «великої війни з Україною».